# Peščeni vihar
Peščeni vihar, imenovan tudi prašna nevihta, je meteorološki pojav, ki je pogost v sušnih in polsušnih regijah. Peščeni viharji nastanejo, ko čelni sunek ali drug močan veter odnese pesek in umazanijo s suhe površine. Drobni delci se prenašajo s saltacijo in suspenzijo, procesom, ki premakne zemljo z enega mesta in jo odloži na drugem.
Sušna območja Severne Afrike, Arabskega polotoka, Srednje Azije in Kitajske so glavni kopenski viri prahu v zraku. Trdilo se je, da slabo upravljanje suhih zemeljskih območij, kot je zanemarjanje sistema prahe, povečuje velikost in pogostost prašnih neviht z robov puščave ter spreminja lokalno in globalno podnebje ter vpliva na lokalna gospodarstva.
Izraz peščeni vihar se najpogosteje uporablja v kontekstu puščavskih prašnih neviht, zlasti v puščavi Sahara ali krajev, kjer je pesek bolj razširjena vrsta tal kot umazanija ali skala, ko poleg drobnih delcev, ki zakrivajo vidljivost, nastane precejšnja količina večjih delcev peska, ki jih odpihne bližje površini. Izraz prašna nevihta se bolj verjetno uporablja, ko se drobni delci odpihnejo na velike razdalje, zlasti ko prašna nevihta prizadene urbana območja.

## Vzroki
Ko se sila prahu, ki prehaja čez ohlapno držane delce, poveča, delci peska najprej začnejo vibrirati, nato pa se premikati po površini v procesu, imenovanem saltacija. Ko večkrat udarijo ob tla, zrahljajo in odlomijo manjše delce prahu, ki nato začnejo potovati v suspenziji. Pri hitrosti vetra, ki je višja od tiste, ki povzroči lebdenje najmanjših, se bo pojavila populacija prašnih zrn, ki se premikajo z vrsto mehanizmov: suspenzija, saltacija in lezenje.
Študija iz leta 2008 ugotavlja, da začetna saltacija delcev peska s trenjem inducira statično električno polje. Tak pesek pridobi negativen naboj glede na tla, kar posledično zrahlja več delcev peska, ki se nato začnejo premikati. Ugotovljeno je bilo, da ta proces podvoji število delcev, ki so ga predvidevale prejšnje teorije.
Delci postanejo ohlapni predvsem zaradi dolgotrajne suše ali sušnih pogojev in visokih hitrosti vetra. Fronte sunkov lahko nastanejo zaradi odtekanja z dežjem ohlajenega zraka po močni nevihti. Ali pa lahko sunke vetra povzroči suha hladna fronta: to je hladna fronta, ki se pomika v suho zračno maso in ne povzroča padavin – vrsta peščenega viharja, ki je bil pogost v letih Dust Bowla v ZDA. Po prehodu suhe hladne fronte lahko konvekcijska nestabilnost, ki je posledica hladnejšega zraka, ki sega nad razgreto zemljo, ohrani prašno nevihto, ki se začne na sprednji strani.
V puščavskih območjih so prašne in peščene nevihte najpogosteje posledica izliva neviht ali močnih gradientov tlaka, ki povzročijo povečanje hitrosti vetra na širokem območju. Navpični obseg dvignjenega prahu ali peska je v veliki meri odvisen od stabilnosti atmosfere nad tlemi, pa tudi od teže delcev. V nekaterih primerih sta lahko prah in pesek omejena na razmeroma plitvo plast zaradi nizko ležeče temperaturne inverzije. V drugih primerih se lahko prah (vendar ne pesek) dvigne celo do 6000 m.
Suša in veter prispevata k nastanku peščenih viharjev, prav tako pa tudi slabe prakse kmetovanja in paše, saj sta prah in pesek izpostavljena vetru.
Ena od slabih kmetijskih praks, ki prispeva k prašnim nevihtam, je kmetovanje na suhem. Posebej slabe tehnike kmetovanja na suhem zemljišču so intenzivna obdelava tal ali odsotnost ustaljenih posevkov ali pokrovnih posevkov, ko udarijo neurja v posebej ranljivem času pred ponovno vegetacijo. V polsušnem podnebju te prakse povečajo dovzetnost za prašne nevihte. Vendar se lahko izvajajo prakse ohranjanja tal za nadzor vetrne erozije.

## Fizični in okoljski učinki
Peščeni vihar lahko nepričakovano prenese in odnese velike količine peska. Prašne nevihte lahko nosijo velike količine prahu, pri čemer je vodilni rob sestavljen iz debele stene prahu, visoke do 1,6 km. Prašni in peščeni viharji, ki izvirajo iz puščave Sahara, so lokalno znani kot samum (sîmūm, sîmūn). Habub (həbūb) je peščeni vihar, ki prevladuje v regiji Sudana okoli Kartuma, pojavi pa se najpogosteje poleti.
Puščava Sahara je ključni vir prašnih neviht, zlasti depresija Bodélé  in območje, ki pokriva trikotnik Mavretanija, Mali in Alžirija. Saharski prah pogosto zaide v sredozemsko ozračje in ga vetrovi včasih prenašajo daleč na sever do srednje Evrope in Velike Britanije.
Saharski peščeni viharji so se v pol stoletja od leta 1950 povečali za približno 10-krat, kar je povzročilo izgubo vrhnje plasti tal v Nigru, Čadu, severni Nigeriji in Burkina Fasu. V Mavretaniji sta bili v zgodnjih 1960-ih samo dve prašni nevihti na leto; po besedah angleškega geografa Andrewa Goudieja, profesorja na univerzi v Oxfordu, jih je od leta 2007 približno 80 na leto. Raven saharskega prahu, ki je junija 2007 prihajala z vzhodne obale Afrike, je bila petkrat večja od tiste, ki so jo opazili junija 2006, in je bila najvišja, opažena vsaj od leta 1999, kar je morda dovolj ohladilo atlantske vode, da je konec leta 2007 nekoliko zmanjšalo aktivnost orkanov.
Pokazalo se je tudi, da prašni viharji povečujejo širjenje bolezni po vsem svetu. Virusne spore v tleh odnesejo v ozračje nevihte z drobnimi delci in vplivajo na onesnaženje zraka v mestih.
Kratkoročni učinki izpostavljenosti puščavskemu prahu vključujejo takojšnje povečane simptome in poslabšanje pljučne funkcije pri posameznikih z astmo, povečano umrljivost in obolevnost zaradi dolgotrajno prenašanega prahu iz saharskih in azijskih prašnih neviht, kar nakazuje, da delci prašne nevihte, ki se dolgo prenašajo, škodljivo vplivajo na obtočni sistem. Prašna pljučnica je posledica vdihavanja velikih količin prahu.
Dolgotrajna in nezaščitena izpostavljenost dihal v prašnem neurju lahko povzroči tudi silikozo, ki bo, če je ne zdravimo, povzročila zadušitev; silikoza je neozdravljivo stanje, ki lahko povzroči tudi pljučnega raka. Obstaja tudi nevarnost keratokonjunktivitisa sicca ("suhe oči"), ki lahko v hudih primerih brez takojšnjega in ustreznega zdravljenja povzroči slepoto.

### Gospodarski učinek
Peščeni viharji in prašne nevihte povzročajo izgubo prsti iz suhih območij in še huje, prednostno odstranjujejo organsko snov in najlažje delce, bogate s hranili, ter tako zmanjšujejo kmetijsko produktivnost. Prav tako abrazivni učinek neurja poškoduje mlade rastline. Prašni viharji prav tako zmanjšujejo vidljivost, kar vpliva na letala in cestni promet.
Prah ima lahko tudi ugodne učinke tam, kjer se nalaga: srednje- in južnoameriški deževni gozdovi dobivajo znatne količine mineralnih hranil iz Sahare; z železom revne oceanske regije dobivajo železo; in prah na Havajih poveča rast trpotca. V severni Kitajski in srednjem zahodu ZDA so starodavne usedline prašnih neviht, znane kot puhlica, zelo rodovitna tla, vendar so tudi pomemben vir sodobnih prašnih neviht, ko je motena vegetacija, ki varuje tla.

## Na Marsu
Prašni viharji niso omejeni na Zemljo in znano je, da se oblikujejo tudi na drugih planetih, kot je Mars. Te prašne nevihte se lahko razširijo na večja območja od tistih na Zemlji, včasih obkrožijo planet, s hitrostjo vetra do 25 m/s (60 mph). Vendar glede na Marsov veliko nižji atmosferski tlak (približno 1 % Zemljinega) intenzivnost Marsovih neviht nikoli ne bi mogla doseči takšne vrste orkanskih vetrov, kot jih poznamo na Zemlji. Marsove prašne nevihte nastanejo, ko sončno segrevanje segreje Marsovo ozračje in povzroči premikanje zraka ter dvigovanje prahu s tal. Možnost za nastanek neviht se poveča, ko pride do velikih temperaturnih nihanj, kot so tiste na ekvatorju med marsovskim poletjem.